# Jan Josef Hyacint Krakovský z Kolovrat
Jan Josef Hyacint hrabě Krakovský z Kolovrat a Týnce (německy Johann Joseph Hyazint Graf von Kolowrat-Krakowsky zu Teinizl, 11. září 1691, Praha – 21. října 1766, Madrid) byl český šlechtic z rodu Kolovratů. Působil jako vyslanec ve Španělsku.

## Život
Narodil se jako syn hraběte Maxmiliána Norberta (1660–1721) a jeho první manželky Marie Barbory Alžběty (1666–1712), rozené Bruntálské z Vrbna. Měl bratry Františka Norberta (1693–1729), který byl vojenským hejtmanem a Emanuela Václava (1700–1769), velkopřevora české komendy řádu Maltézských rytířů.
Otec Maximilián Norbert, rytíř řádu zlatého rouna, byl zakladatelem vedlejší linie Krakovských z Kolovrat z Týnce. Držel Týnec s Běšinami, Dešenice, Janovice. V letech 1700-1704 byl předsedou nad apelacemi a v letech 1704-1721 nejvyšším komorníkem.
Působil ve službách saského kurfiřta, byl saským tajným radou a od roku 1759 tajným vyslancem u španělského královského dvora. Zemřel v roce 1766 v Madridu ve věku 74 let. Původně byl pohřben v kryptě kostela Nanebevzetí Panny Marie v Týnci.

### Manželství a rodina
Jan Josef se v roce 1719 oženil s hraběnkou Marií Františkou Bořitovou z Martinic (1692–1768). Z manželství vzešlo pět synů, ale dospělosti se dožil pouze nejmladší Emanuel František (1728–1790).